# Egipatski kanon
Egipatski kanon je skup nepisanih pravila, kompozicijski zakon, po kojem su oblikovane skulpture i slike u egipatskoj umjetnosti. Taj zbir pravila prikazivanja strogo se primjenjivao u egipatskoj umjetnosti s izuzetkom za vladavine Amenofisa IV.
Kompozicijska rješenja na slikama i reljefima su slijedila pravila: 
- površine okomito podijeljene na trake (okomita perspektiva),
- vladarev lik veći od ostalih (hijerarhija), i
- piktografska vrijednost likova (simbolika likova, npr. sokol kao personifikacija vlasti stoji iznad papirusa s ljudskom glavom koji predstavlja deltu Nila).

U egipatskoj skulpturi su predviđene i različiti stavovi, ovisno o društvenom položaju prikazane osobe. Bogovi i kraljevi se prikazuju u dvija stava: - uspravnom stavu s jednom nogom naprijed i sjedeći s rukama pruženim niz butine. Pisari koji su nešto niži na hijerarhijskoj ljestvici prikazivani su sjedeći s ukočenim pogledom naprijed, prekriženim nogama i papirusom na koljenima.
Okomita perspektiva je način prikazivanja prostora po kojemu se trodimenzionalni prostor prikazuje na dvodimenzionalnoj plohi tako da se ono što je u zbilji drugo (iza prvog), slaže po visini, drugo iznad prvog, okomito. Umjesto nizanja planova preklapanjem u dubinu (kako i stoje u stvarnosti), prostorni planovi se nižu okomito jedan iznad drugoga, tako da se nigdje ne preklapaju. Svi oblici prikazani ovom perspektivom poštuju zakon plohe, tj. najširom stranom su prikazani na plohi, jer tako najbolje opisuju svoj oblik. U prikazu okomitom perspektivom, uvijek je onaj lik koji je iznad drugog zapravo dalji. Tako se egipatski reljefi trebaju čitati od dolje prema gore i to s desna na lijevo, pa s lijeva na desno, pa opet obratno … tj. cik-cak.
Likovi na reljefima i slikama su ocrtani jasnom obrisnom linijom i izrazito su plošni. Haljina i kosa su stilizirane jednostavnim ritmičnim šarama. Stav likova je uvijek isti – lice u profilu s frontalnim okom koje gleda promatrača, gornji dio tijela an fas, noge u profilu; pozadina je svijetla, inkarnat muškarca je mnogo tamniji od ženskog. 
U Starom carstvu su svi likovi bili iste veličine, a cijela površina zida je bila podijeljena vodoravno na više ploha i čitali su se od dna prema vrhu. Tek se u srednjem carstvu pojavljuju likovi različitih visina u istoj sceni. 
Takvo prikazivanje ima magijski karakter jer proizlazi iz težnje da lik na dvodimenzionalnoj plohi zida hrama ili grobnice bude prisutan što potpunije. Egipatski umjetnik teži jasnoći, a ne iluziji, te zato odabire najjasniji kut prikazivanja.

## Vanjske poveznice
- Andrija Jončić, Elementi egipatske kulture[neaktivna poveznica] - Časopis Nova Akropola